# Танец на воде
«Танец на воде» (англ. The Waterdance) — драматический фильм режиссёров Нила Хименеса и Майкла Стейнберга. 

## Сюжет
Молодой писатель сорвался с утеса во время скалолазания. Он сломал шею, выжил, но в результате чего попал парализованным в больницу. Там лежат пациенты разных национальностей и рас. История о том, как человек адаптируется к шумной и разной среде, приходит к пониманию, как следует жить дальше.

## В ролях
- Эрик Штольц — Джоэл Гарсия
- Хелен Хант — Анна
- Уэсли Снайпс — Реймонд Хилл
- Уильям Форсайт — Блосс

## Интересные факты
- Режиссёр, Нил Хименес, сам парализован с 1984 года.

## Приём критиков
Фильм получил положительные отзывы критиков. На Rotten Tomatoes 93 % рецензий являются положительными, средний рейтинг составляет 7,1 из 10.

## Награды и номинации
| - 1992 — WorldFest Houston - Лучшие актёры — Уильям Форсайт, Эрик Штольц, Уэсли Снайпс - 1992 — Кинофестиваль «Сандэнс» - Приз зрительских симпатий — Нил Хименес - Приз Уолдо Солта за сценарий — Нил Хименес - 1993 — Независимый дух - Лучший сценарий — Нил Хименес - Лучший дебютный фильм — Нил Хименес, Майкл Стейнберг, Гейл Энн Хёрд, Гай Ридель | - 1992 — Кинофестиваль «Сандэнс» - Большой приз жюри — Нил Хименес, Майкл Стейнберг - 1992 — Кинофестиваль в Довиле - Приз критиков — Нил Хименес, Майкл Стейнберг - 1992 — Casting Society of America - Лучший кастинг для драматического фильма — Пэм Диксон - 1993 — Независимый дух - Лучшая мужская роль второго плана — Уильям Форсайт - Лучшая мужская роль второго плана — Уэсли Снайпс |